# Sandfloeggi
Sandfloeggi ou Sandfloegga est une montagne du comté de Vestland, en Norvège. C'est le point culminant du vaste plateau Hardangervidda, si l'on ne compte pas les sommets du Hardangerjøkulen et le Folarskardnuten, en bordure du plateau. Depuis le sommet, on peut voir les glaciers Folgefonna au nord-ouest, la montagne Hårteigen au nord, Hallingskarvet au nord-est et Gaustatoppen à l'est.